# Santiago Mestre Iborra
Santiago Mestre Iborra, řeholním jménem Santiago z Rafelbuñolu (10. dubna 1909, Rafelbuñol – 29. září 1936, Rafelbuñol), byl španělský římskokatolický kněz, řeholník Řádu menších bratří kapucínů a mučedník. Katolická církev ho uctívá jako blahoslaveného.

## Život
Narodil se 10. dubna 1909 v Rafelbuñolu jako sedmé z devíti dětí Onofreho Mestre a Mercedes roz. Iborra. Pokřtěn byl 12. dubna ve farnosti svatého Antonína. Již v dětství vynikal zbožností.
Ve dvanácti letech vstoupil do kapucínského řádu a 6. června 1924 přijal v Olleríi hábit. Dne 7. června 1925 složil své časné sliby a 21. dubna 1930 složil v Římě do rukou generálního mistra řádu sliby věčné. Studoval na Papežské univerzitě Gregoriana, kde získal doktorát teologie. Po návratu do Španělska se stal zástupcem ředitele serafínského semináře v Massamagrellu. Jako řeholník vynikal oddaností k Panně Marii, prostotou, poslušností a pokorou.
Po vypuknutí španělské občanské války a počátku pronásledování katolické církve roku 1936 se prvně snažil zachránit seminaristy a poté se uchýlil do Rafelbuñolu. Zde byl zaměstnán jako dělník. Jednoho dne dostal zprávu, že byli jeho bratři zatčeni, rozhodl se tedy odejít na výbor, kde byl 26. září 1936 spolu s bratry uvězněn. V noci z 28. na 29. září byl s bratry odvezen na místní hřbitov a zastřelen. Před svou smrtí zvolali: "Ať žije Kristus Král!". Po válce byly jeho ostatky exhumovány a pohřbeny v panteonu padlých v Rafelbuñolu. Dnes odpočívají v kapli mučedníků kláštera v Massamagrellu.

## Proces blahořečení
Dne 17. prosince 1957 byl ve valencijské arcidiecézi zahájen jeho proces blahořečení. Do procesu bylo zařazeno také dalších jedenáct kapucínů, pět klarisek-kapucínek a jedna bosá augustiniánka.
Dne 20. prosince 1999 uznal papež Jan Pavel II. jejich mučednictví. Blahořečeni byli 11. března 2001.